# Embu Guaçu
Embu Guaçu är en ort i Brasilien.   Den ligger i kommunen Embu-Guaçu och delstaten São Paulo, i den sydöstra delen av landet, 900 km söder om huvudstaden Brasília. Embu Guaçu ligger 766 meter över havet och antalet invånare är 76 310.
Terrängen runt Embu Guaçu är huvudsakligen platt, men åt nordväst är den kuperad. Runt Embu Guaçu är det tätbefolkat, med 683 invånare per kvadratkilometer.. Närmaste större samhälle är Itapecerica da Serra, 13,4 km norr om Embu Guaçu.
I omgivningarna runt Embu Guaçu växer i huvudsak städsegrön lövskog.